# Jette Behrens
Jette Marie Behrens (Bremen, 17 september 1998) is een voetbalspeelster uit Duitsland. Ze speelt als verdediger voor SV Werder Bremen in de Bundesliga.

## Clubcarrière
Jette Behrens begon met voetballen bij de Bremense amateurclub FC Union 60 Bremen. Op dertienjarige leeftijd maakte ze de overstap naar de jeugdopleiding van SV Werder Bremen. Van 2020 tot 2023 kwam Behrens uit in de B-junioren Bundesliga. Ze kwam tot 39 wedstrijden in deze competitie waarin ze acht keer wist te scoren. Op 14 maart 2023 maakte Behrens haar debuut in de Bundesliga door in de basis te starten in een wedstrijd tegen Eintracht Frankfurt. In de volgende wedstrijd tegen VfL Wolfsburg mocht Behrens opnieuw invallen. Ze kwam voor het tweede elftal van SV Werder Bremen uit in de Regionalliga Nord. In het seizoen 2023/24 is Behrens samen met ploeggenoot Lena Dahms definitief doorgeschoven naar het eerste elftal van SV Werder Bremen.

## Statistieken
| Seizoen | Club             | Competitie | Competitie | Competitie | Beker | Beker | Overig | Overig | Totaal | Totaal |
| Seizoen | Club             | Competitie | Wed.       | Dlp.       | Wed.  | Dlp.  | Wed.   | Dlp.   | Wed.   | Dlp.   |
| ------- | ---------------- | ---------- | ---------- | ---------- | ----- | ----- | ------ | ------ | ------ | ------ |
| 2022/23 | SV Werder Bremen | Bundesliga | 2          | 0          | 0     | 0     | 0      | 0      | 2      | 0      |
| 2023/24 | SV Werder Bremen | Bundesliga | 2          | 0          | 1     | 0     | 0      | 0      | 3      | 0      |
| Totaal  | Totaal           | Totaal     | 4          | 0          | 1     | 0     | 0      | 0      | 5      | 0      |

Bijgewerkt t/m 18 mei 2024.

## Interlandcarrière
Jette Behrens kwam uit voor Duitsland onder 16 waarvoor ze haar debuut maakte op 9 november 2021 in een vriendschappelijke wedstrijd tegen de leeftijdsgenoten van Denemarken. De wedstrijd vond plaats in Haderslev en werd met 2-1 gewonnen.  De volgende wedstrijd mocht Behrens opnieuw starten tegen Denemarken en werd eveneens met 2-1 gewonnen in Halderslev.
1 Peng ·
3 Janzen ·
5 Ulbrich ·
6 Wichmann ·
8 Weiß ·
9 Weidauer ·
10 Mahmoud ·
11 Sternad ·
13 Walkling ·
14 Brandenburg ·
15 Sehan ·
16 Bernhardt ·
17 Dahl ·
18 Hausicke ·
19 Matheis ·
20 Meyer ·
21 Hahn ·
22 Dieckmann ·
23 Németh ·
27 Lührßen ·
28 Wirtz ·
29 Kunkel ·
31 Etzold ·
32 Pettersen ·
33 Pérez Jaramillo ·
37 Dahms ·
39 Behrens ·
Coach: Horsch